# Music (canción de John Miles)
"Music" es un sencillo de John Miles, lanzado en 1976, de su álbum Rebel, producido por Alan Parsons. Llegó al número uno en las listas de Alemania, al número 4 en las listas neerlandesas, número 3 en las listas de Reino Unido y número 88 en Billboard Hot 100.